# 河北省 (汪兆銘政権)
河北省（かほく-しょう）は中華民国臨時政府及び汪兆銘政権に存在した省。

## 沿革
1938年（民国27年）、中華民国臨時政府により河北省が設置され、1940年（民国29年）に下部に保定道、真定道、冀東道、燕東道、津海道、渤海道、順徳道、冀南道の8道を設置した。
1941年（民国30年）、汪兆銘政権が南京に成立すると中華民国臨時政府は華北政務委員会に改編、汪兆銘政権に合流した。同年11月22日に唐山市、石門市が設置されている。1944年（民国33年）7月、冀東道は冀東特別区に改編されている。

## 行政区画

### 道制
- 保定道
- 真定道
- 冀東道
- 燕東道
- 津海道
- 渤海道
- 順徳道
- 冀南道

### 特別区
- 冀東特別区
- 真渤特別区

## 歴代省長
- 呉賛周：1940年3月 - 1943年3月

（中華民国臨時政府から継続して留任）
- 杜錫鈞：1943年3月 - 1945年2月
- 栄臻：1945年2月 - 〔8月、廃止〕